# Deiphontes
Deiphontes (altgriechisch Δηιφόντης Dēiphóntēs) ist in der griechischen Mythologie ein Sohn des Herakleiden Antimachos und Urenkel des Herakles.
Deiphontes heiratete Hyrnetho, Tochter des Temenos, und half ihr die Dynastie der Temeniden in Argos zu erhalten. Temenos ernannte dafür Deiphontes an Stelle von einem seiner Söhne zu seinem Nachfolger. Daher ermordeten diese ihren Vater. Die Söhne wurden ihrerseits von den Argivern (Bewohnern von Argos) verjagt.
Nach einer anderen Erzählung gelangte Temenos’ ältester Sohn Keisos auf den Thron von Argos, während Deiphontes mit Hyrnetho in Epidauros lebte, wo er von seinen Schwägern Feindseligkeiten erdulden musste. Zwei seiner Schwäger entführten seine Schwester mit Gewalt. Während ihrer Befreiung wurde Hyrnetho von ihrem Bruder Phalkes im Handgemenge getötet. Das Schicksal von Hyrnetho war Gegenstand der Tragödie Temenos des Euripides.